# Quintus Tullius Cicero
Pour les articles homonymes, voir Cicéron (homonymie).
Quintus Tullius Cicero est un homme politique, militaire et auteur romain, frère cadet du célèbre orateur Cicéron. Il naît en 102 av. J.-C. à Arpinum, une ville proche de Rome. Après une carrière politique classique, passant par le cursus honorum jusqu'à la charge de préteur, il est propréteur en Asie puis participe à la Guerre des Gaules en tant que légat de légion servant sous Jules César. Sortant indemne de la guerre entre César et Pompée, il est, comme son frère et le reste de sa famille proche, exécuté par les hommes de main du Second triumvirat, lors des proscriptions organisées sur ordre de Marc-Antoine et d'Octave, en décembre 43 av. J.-C..

## Biographie
Son riche père fait en sorte qu'il reçoive son éducation avec son frère à Rome, Athènes et probablement Rhodes. Il se marie à Pomponia (sœur d'Atticus, ami de son frère), dont il a un fils, Quintus Tullius Cicero Minor, et dont il divorce par la suite.
Il est édile en 66 av. J.-C. et préteur en 62 av. J.-C., puis à sa sortie de charge propréteur de la province d'Asie pendant 3 ans. En 58 av. J.-C., revenant à Rome à la fin de sa propréture, il ne parvient pas à croiser son frère qui vient de s'exiler en Grèce, et s'inquiète d'une brouille possible. Cicéron le rassure par une longue lettre. À Rome, Quintus s'emploie avec d'autres amis à convaincre les sénateurs de lever l'exil de son frère, ce qui est obtenu avec l'appui déterminant de Pompée. Ayant réintégré le Sénat, Cicéron fait passer un vote accordant à Pompée des pouvoirs étendus pour organiser les importations de blé vers Rome. En remerciement, Pompée prend Quintus comme légat pour l'accompagner en Sardaigne entre 57 av. J.-C. et 56 av. J.-C..
Quintus est légat de légion de Jules César pendant la guerre des Gaules, de 54 à 52 av. J.-C. ; il y combat les Nerviens et voit son camp assiégé par l'armée d'Ambiorix, mais lui oppose une résistance énergique qui permet à César de venir le dégager ; il commande la XIVe légion au camp d'Atuatuca Tungrorum, où il subit encore une attaque imprévue des Sicambres. 
En 51 av. J.-C., il quitte la Gaule et pour accompagner son frère, désigné proconsul de Cilicie. Les deux hommes se regroupent dans leur villa d'Arpinum. Cicéron est alors témoin d'une scène de ménage entre Quintus et son épouse Pomponia. Celle-ci, vexée que la préparation du repas en commun ait été confiée à un affranchi, proclame qu'elle n'est plus la maîtresse de maison et refuse de prendre part au repas. Cicéron écrit le soir même à Atticus pour décrire les tensions du ménage et le prier d'intervenir auprès de sa sœur. En Cilicie, Quintus partage le commandement des troupes locales avec trois autres légats et mène avec succès des opérations de pacification dans les montagnes de l'Amanus, région stratégique proche de l'empire parthe. À la fin du mandat de Cicéron en juillet 50 av. J.-C., les deux frères quittent la Cilicie et reviennent à Rome par petites étapes, en janvier 49 av. J.-C..
Au début des Guerres civiles,  Marcus et Quintus Cicéron se replient dans leurs villas et hésitent sur le parti à prendre, César, dont Quintus a été légat en Gaule, ou Pompée, qui fut le protecteur de Cicéron. En juin 49 av. J.-C., ils embarquent avec leurs fils à Gaète, rejoignent le parti de Pompée en Épire et sont hébergés à Patras par un ami d'Atticus. Après la défaite de Pompée à Pharsale en août 48 av. J.-C., Quintus reproche à son frère de n'avoir pas pris le parti de César, et envoie son fils en Asie implorer le pardon de César, tandis que Marcus le quitte pour revenir en Italie. Ils finissent par obtenir le pardon de César en 49 av. J.-C. (problème de date). 
En 43 av. J.-C., Marcus est déclaré proscrit par les triumvirs en raison de son opposition à Marc Antoine. Quintus et lui fuient de Tusculum, mais Quintus retourne à Arpinum pour prendre des bagages ; un  paysan le dénonce et il se rend alors pour sauver son fils, Quintus Tullius Cicero Minor, qui se fait torturer à Rome. Après une tentative de négociation et de marchandage de la vie du père contre celle du fils, tous deux sont mis à mort par le Second triumvirat en 43 av. J.-C..

## Œuvres
En tant qu'auteur, Quintus a écrit au mois de juillet 65 av. J.-C. un manuel de campagne électorale De petitione consulatus ou Commentariolum petitionis (parfois attribué à son frère), quatre tragédies dans le style grec. Trois avaient pour titre Troas, Erigones et Electra ; toutes ont été perdues. Il a aussi écrit quelques poèmes sur la deuxième expédition de César en Bretagne, trois lettres à Tiro et une quatrième à son frère.
Cicéron lui a dédié les trois livres de son traité d'art oratoire, De Oratore. Cicéron  figure aussi Quintus et Atticus, ainsi que lui-même dans les dialogues du traité politique De legibus.

## Œuvres traduites
- Manuel de campagne électorale suivi de l'art de gouverner une province, 2001, Arlea.  (ISBN 2-86959-285-X)
- Petit manuel de campagne électorale suivi de "Pro Murena", traduit du latin et préfacé par Nicolas Waquet, 2007, Paris, Rivages, Rivages poche n° 559, 132 pages.  (ISBN 978-2-7436-1622-9)